# Лиувилль (лунный кратер)
Кратер Лиувилль (лат. Liouville) — небольшой ударный кратер в восточной экваториальной области видимой стороны Луны. Название присвоено в честь французского математика Жозефа Лиувилля (1809—1882) и утверждено Международным астрономическим союзом в 1973 г.

## Описание кратера

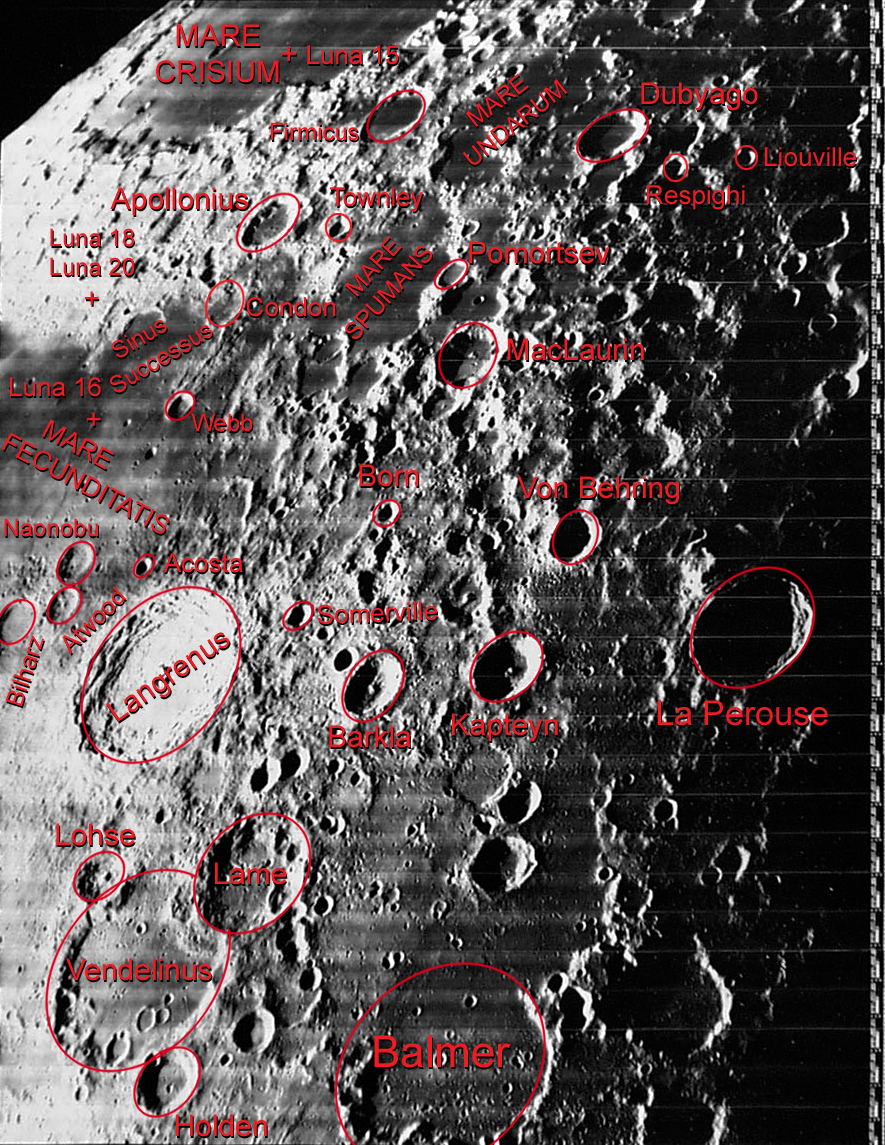
Окрестности кратера Лиувилль. Снимок зонда Lunar Orbiter — IV.

Ближайшими соседями кратера являются кратер Респиги на западе; кратер Боэций на севере-северо-западе; кратер Банахевич на востоке-северо-востоке и кратер Нобили на юго-востоке. На северо-западе от кратера расположено Море Волн, на востоке-юго-востоке Море Смита.
Селенографические координаты центра кратера 2°44′ с. ш. 73°34′ в. д. / 2,73° с. ш. 73,57° в. д., диаметр 16,1 км, глубина 2,9 км.
Кратер Лиувилль имеет циркулярную чашеобразную форму c небольшим участком плоского дна и практически не разрушен. Внутренний склон гладкий. Высота вала над окружающей местностью достигает 600 м. К северо-западной части вала примыкают останки безымянного кратера.
До получения собственного наименования в 1973 г. кратер имел обозначение Дубяго S (в системе обозначений так называемых сателлитных кратеров, расположенных в окрестностях кратера, имеющего собственное наименование).

## Сателлитные кратеры
Отсутствуют.